# كوله ليمة (القفر)

تعديل مصدري - تعديل

كوله ليمة محلة تابعة لقرية بيت المرادي، التابعة لعزلة بني سيف السافل بمديرية القفر إحدى مديريات محافظة إب في الجمهورية اليمنية، بلغ تعداد سكانها 43 حسب تعداد اليمن لعام 2004.